# Ta farda
Ta farda (Originaltitel: persisch تا فردا, dt.: „Bis morgen“, internationaler Titel: Until Tomorrow) ist ein Spielfilm von Ali Asgari aus dem Jahr 2022. Das Drama stellt eine junge alleinerziehende Mutter aus Teheran in den Mittelpunkt (dargestellt von Sadaf Asgari), die ihr uneheliches Kind für kurze Zeit vor ihren Eltern verstecken muss.
Die Weltpremiere der internationalen Koproduktion zwischen dem Iran, Frankreich und Katar fand im Februar 2022 bei den 72. Internationalen Filmfestspielen Berlin statt.

## Handlung
Die junge Iranerin Fereshteh lebt seit einem Jahr in Teheran und ist Mutter eines unehelichen Babys. Sie ist wegen ihres Studiums in die Hauptstadt gezogen, doch nun kümmert sie sich um das Kind und gestaltet von zu Hause aus Druckerzeugnisse für eine Druckerei. Sie und ihre Freundin Atefeh, die auch neu in Teheran ist, möchten nach Kanada auswandern, Atefeh lernt deshalb eifrig Englisch für die Bewerbung für das Visum. Für das Baby müsste Fereshteh allerdings erst einmal auf dem Schwarzmarkt einen Pass besorgen, der Plan ist in weite Ferne gerückt. Fereshtehs Eltern leben nicht in der Hauptstadt und wissen nichts von ihrer Enkelin.
Doch eines Tages hat ein Verwandter in der Nähe von Teheran einen Unfall und die Eltern kündigen ihr Kommen noch für denselben Abend an. Es gelingt Fereshteh nicht, den Besuch mit dem Hinweis zu verhindern, Atefeh werde bei ihr sein. Ihre Bekannte Gelareh, eine Anwältin, die von ihrem Mann getrennt lebt, erklärt sich telefonisch bereit, das Baby ab 14 Uhr zu betreuen. Nun muss die junge Mutter zunächst eine große Menge von Babysachen anderswo unterstellen. Sie klingelt bei Nachbarinnen und gibt als Grund für ihre Bitte vor, ihre Wohnung chemisch von Insekten befreien zu müssen. Die Bereitschaft ist nicht sehr groß. Eine Frau lehnt mit der Begründung ab, sie müsse erst ihren Mann fragen, wolle ihn aber nicht bei der Arbeit stören. Als endlich eine Nachbarin, die eine Nähwerkstatt betreibt, zustimmt, hat die Insektengeschichte bereits die Runde im Haus gemacht. Immerhin können die beiden Frauen nun einen großen Teil der Babysachen aus der Wohnung schaffen. Der Vermieter ruft Fereshteh an und beschwert sich über ihr eigenmächtiges Handeln wegen der Insekten. Die Druckerei ist mit Fereshtehs Arbeit sehr unzufrieden.
Als Fereshteh, Atefeh und das Baby bei Gelarehs Kanzlei eintreffen, stehen sie vor verschlossener Tür, weil die Anwältin verhaftet wurde. Im Treppenhaus sind die jungen Frauen den Fragen von Behördenmitarbeitern ausgesetzt und suchen schnell das Weite. Nun sind neue Ideen für die Unterbringung des Kindes gefragt. Für die beiden Frauen und das Baby beginnt unter ungeheurem Zeitdruck eine Odyssee durch Teheran. Auf ihrem Weg durch die Stadt müssen sie genau abwägen, wem sie vertrauen können. Im Hotel können Atefeh und die Kleine die Nacht nicht verbringen, weil eine Frau ohne Mann kein Zimmer mieten darf. Ein Freund von Atefeh sagt zunächst zu, doch seine Frau lehnt ab; Fereshteh hat Angst, dass er sie an die Behörden verrät. In ihrer Not wendet sich Feresheh an Yaser, den Vater des Babys, der im Zierfischgeschäft seines Vaters arbeitet; Yaser hat während der Schwangerschaft versucht, Fereshteh zu einer Abtreibung zu bewegen, Yasers Vater weiß nichts von dem Kind. Yaser schlägt vor, das Kind über Nacht bei einer Krankenschwester zu lassen, die er als Verwandte ausgibt. Sie sagt Fereshteh zu, das Baby im Schwesternzimmer unterzubringen und dort heimlich zu versorgen. Doch das Auftauchen ihres Chefs Dr. Mahmoudi macht alle Pläne zunichte. Er will den Pass des Babys sehen und weigert sich, es Fereshteh zurückzugeben. In einem Vier-Augen-Gespräch wird deutlich, dass er nicht an Geld, wohl aber an Ferehtehs Körper interessiert ist. Mit einem Trick gelingt den beiden jungen Frauen mit dem Baby die Flucht aus der Klinik. Nun bleibt nur noch, dass Atefeh das Kind in den Schlafsaal ihres Studentenwohnheim schmuggelt, vorbei an der Eingangskontrolle, ihm für die Nacht Beruhigungsmittel gibt und sich mit dieser Aktion der Gefahr der Relegation von der Universität aussetzt. Auf dem Heimweg im Taxi überdenkt Fereshteh die Situation noch einmal. Sie kommt zu dem Entschluss umzukehren, das Baby zu holen und vor ihren Eltern dazu zu stehen. Als sie bei ihrer Wohnung ankommt, warten ihre Eltern bereits vor der Tür.

## Entstehungsgeschichte

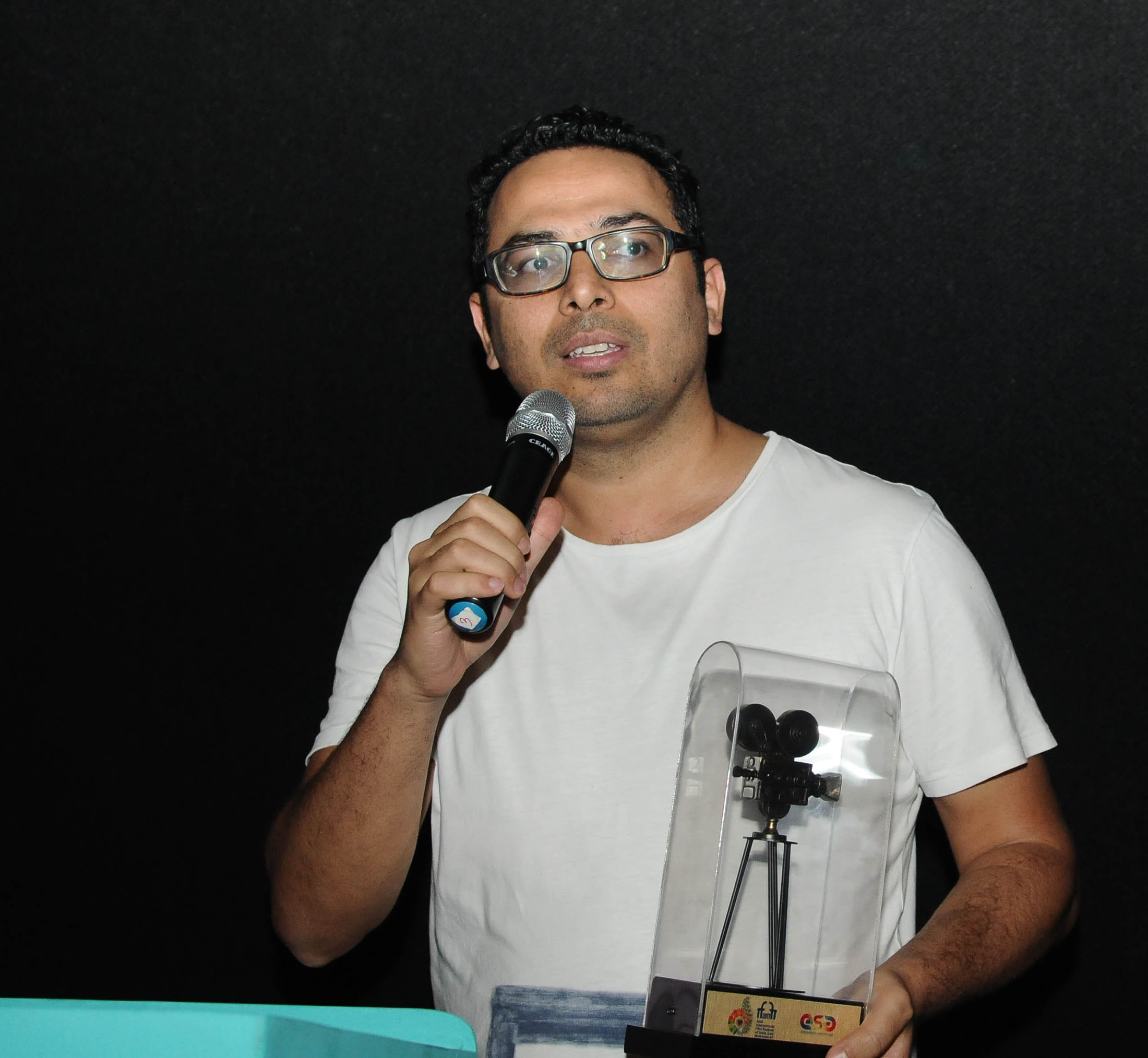
Regisseur und Co-Autor Ali Asgari (2017)

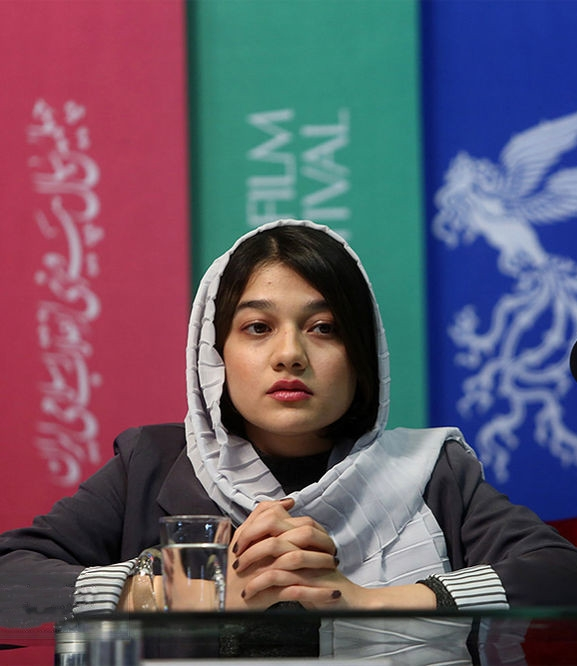
Hauptdarstellerin Sadaf Asgari

Ta farda ist der zweite Spielfilm des überwiegend als Kurzfilmregisseur tätigen iranischen Filmemachers Ali Asgari. Er schrieb das Drehbuch gemeinsam mit seinem in den USA lebenden Landsmann Alireza Khatami. Beide lernten sich bei den Internationalen Filmfestspielen von Venedig 2017 kennen, wo sie jeweils mit ihren Spielfilmdebüts Disappearance (Asgari) und Los Versos del Olvido – Im Labyrinth der Erinnerung (Khatami) für die Nebensektion  Orizzontieingeladen waren. Khatami waren auf dem Festival mehrere Auszeichnungen für seine Regiearbeit zuteilgeworden, während Asgaris Film in Venedig unprämiert blieb. Disappearance erzählt von einer verzweifelten jungen Frau in Teheran, die unter starken Blutungen leidet und  mit ihrem Freund erfolglos versucht, im Krankenhaus behandelt zu werden. Von den Ereignissen dürfen ihre Eltern nichts erfahren.
Zwischen Asgari und Khatami entwickelte sich eine enge Freundschaft und beide beschlossen, gemeinsam das Drehbuch zu Asgaris Film Ta farda zu verfassen. Dabei griffen sie erneut auf Sadaf Asgari, die Hauptdarstellerin aus Disappearance, zurück, die auch in Asgaris Kurzfilm Delay (2018) und dem preisgekrönten Spielfilm Yalda (2019) aufgetreten war. Für die zweite weibliche Hauptfigur wurde Ghazal Shojaei verpflichtet. Laut Asgari war das junge Alter und die Professionalität der beiden Schauspielerinnen ausschlaggebend für das Casting. Die Zusammenarbeit mit Khatami am Skript bezeichnete er als „gute und angenehme Erfahrung“, trotz ihres unterschiedlichen Geschmacks. Asgari gab an, dass das Drehbuch zu Ta farda sein Spielfilmdebüt übertroffen hätte.
Die Vorproduktion fand bis März 2021 statt. Daran schlossen sich die Dreharbeiten an. Als Kameramann fungierte Pouria Nouri. Für den Schnitt war Ehsan Vaseghi verantwortlich. Gemeinsam mit einem französischen Kollegen produzierte die Iranerin Niki Karimi Ta farda.

## Veröffentlichung
Ta farda erhielt eine Einladung in die Sektion Panorama der Berlinale. Dort wurde das Werk am 14. Februar 2022 unter dem internationalen Titel Until Tomorrow uraufgeführt.